# Sésil

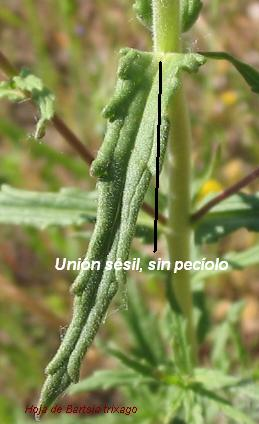
Hoja sésil, en la que el limbo (lámina) se asienta directamente en el tallo.

El término sésil (del latín sessĭlis, apto para sentarse) o sentada se suele utilizar en botánica para expresar la falta de un órgano que sirva de pie o soporte. Una hoja es sésil si carece de su unión con el tallo o pecíolo, en el caso de la flor, si carece de pedúnculo, y la antera se llama sésil si no tiene filamento o es muy corto.

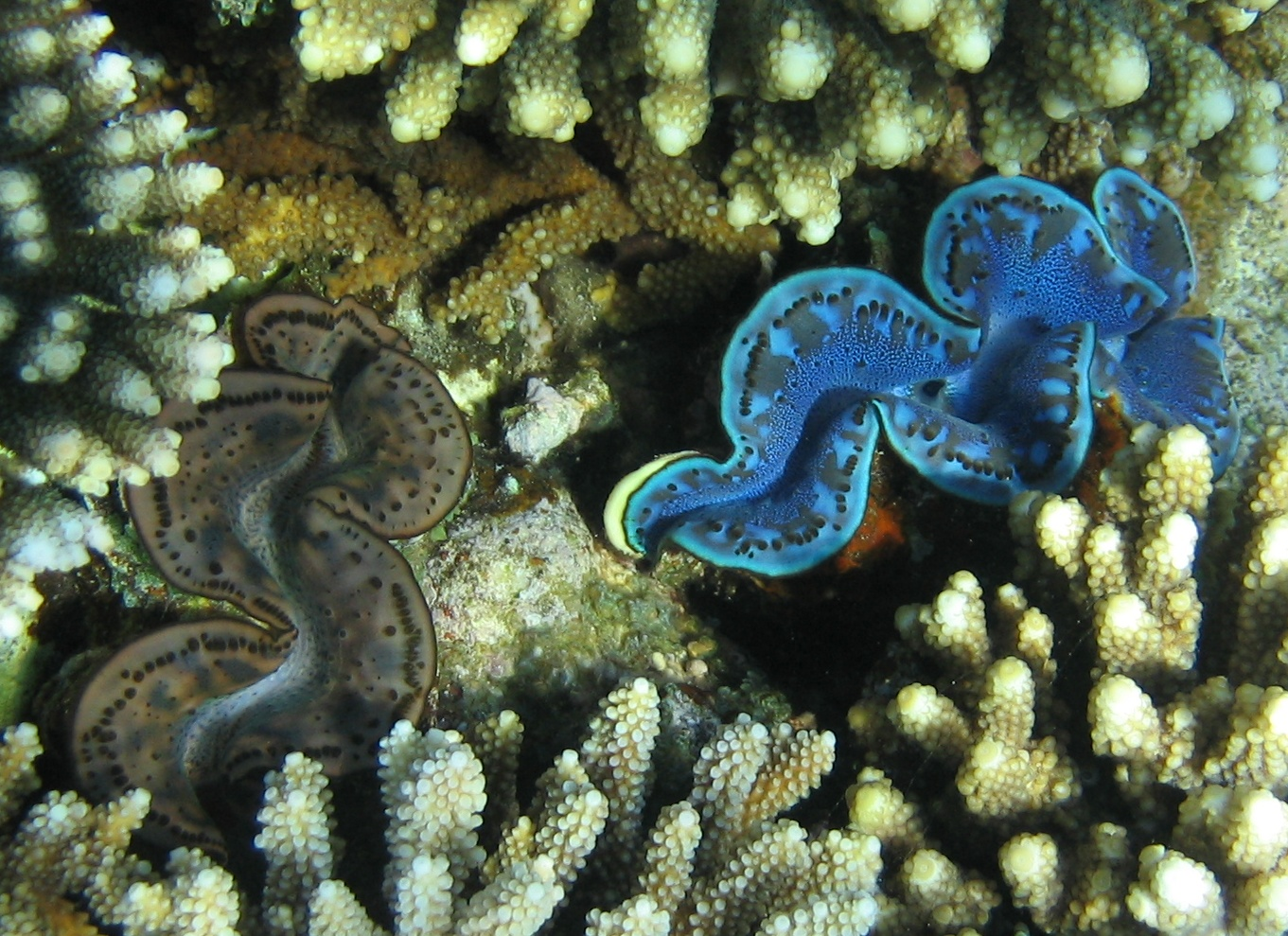
Corales y tridacnas (bivalvos gigantes) son ejemplo de animales sésiles.

## Zoología
En zoología se utiliza para un organismo acuático que crece adherido o sujeto al sustrato, del cual no se separa ni se desplaza. Muchos organismos del bentos lo son. Como ejemplo se cuentan las esponjas, los corales, algunos moluscos bivalvos, como las ostras o los mejillones (pero no las almejas), los briozoos o los braquiópodos. Entre los crustáceos, los del orden cirrípedos, como percebes y balanos, lo son también.